# Lingwulong
Lingwulong (лат.) — род динозавров из семейства Dicraeosauridae инфраотряда завропод. Жили во времена ранней—средней юры. В род включают единственный типовой вид — L. shengi, известный по нескольким неполным скелетам. На момент открытия в 2018 году являлся самым ранним представителем неозавропод и единственным динозавром надсемейства диплодокоидов, найденным в Азии.
Эпоха обитания приблизительно датируется тоарским—байосским ярусами, около 174 млн лет назад, что на 15 млн лет ранее прочих известных неозавропод. Более того, до открытия L. shengi считалось, что неозавроподы не обитали в Азии, так как к моменту появления этой группы территория современного Китая была отделена от Пангеи морем, что исключало миграцию таких крупных животных.

## Название
Род назван по месту обнаружения окаменелостей в городском уезде Китая Линъу (Lingwu), вид — от кит. «удивительный дракон».

## Описание
В отличие от прочих диплодокоидов, которые характеризуются прямоугольными мордами, морда L. shengi была овальной формы.